# Hokejová Liga mistrů 2019/2020
Hokejová Liga mistrů 2019/2020 je v pořadím 6. ročníkem evropské klubové soutěže pořádané akciovou společností Champions Hockey League. Soutěže se účastní 32 klubů z 13 zemí. V základních skupinách se uskuteční celkem 96 zápasů, ve vyřazovací části se uskuteční celkem 29 zápasů, dohromady tedy bude v celém ročníku odehráno 125 utkání. Kvalifikace bude znovu pouze za sportovní zásluhy.

## Kvalifikace
Kvalifikace do CHL se od sezony 2017/2018 oproti předchozím sezonám změnila, již neplatí žádné licence a kluby se musí probojovat do CHL ze svých soutěží podle těchto kritérií:
1. ligový Mistr (vítěz play-off)
2. vítěz základní části extraligy
3. druhý tým základní části extraligy
4. třetí tým základní části
5. čtvrtý tým základní části
6. pátý tým základní části

Z celkem 32 míst jich 24 připadne podle koeficientu úspěšnosti v předchozích sezonách 6 zakládajícím ligám (Švédsko (5), Švýcarsko (5), Finsko (4), Česko (4), Německo (3), Rakousko (3)), dále jedno místo pro vítěze Kontinentálního poháru a sedm pro mistry ostatních zemí (Norska, Slovenska, Francie, Běloruska, Dánska, Velké Británie a Polska). Vítězem Kontinentálního poháru 2018-2019 se stal kazašský tým Arlan Kokčetau, který není způsobilý pro účast v hokejové lize mistrů kvůli velké vzdálenosti od ostatních týmů a nákladů spojených s cestováním, což se vědělo již od prosince 2018. Bylo oznámeno, že na místo něj vyberou tým s tzv. divokou kartou. Dne 13. února Hokejová liga mistrů oznámila, že týmem s divokou kartou se stává druhý tým z v Kontinentálního poháru 2018-2019 Belfast Giants.
Garantované místo má pouze vítěz předchozího ročníku, jeho místo se však započítává do celkového počtu jeho země.

## Systém soutěže
System soutěže je od sezony 2017/2018 odlišný než v předchozích ročnících. 32 týmů bude rozlosováno do 8 skupin po 4 týmech, které se střetnou dvakrát každý s každým (celkem 6 kol). Dva nejlepší týmy z každé skupiny postoupí do vyřazovací části.
Play-off se hraje až na finále na dva zápasy (nerozhodné zápasy se neprodlužují) a postupuje mužstvo s nejlepším celkovým skóre. Bude-li po dvou zápasech skóre nerozhodné, rozhodne desetiminutové prodloužení, popřípadě samostatné nájezdy. Finále rozhodne jediný finálový zápas, který v případě remízy po základní hrací době rozhodne dvacetiminutové prodloužení, popřípadě samostatné nájezdy.
| Koš 1 | Koš 2 | Koš 3 | Koš 4 |
| --- | --- | --- | --- |
| Frölunda Indians Färjestad BK SC Bern Hämeenlinnan Pallokerho Oceláři Třinec Adler Mannheim EC KAC Luleå HF | EV Zug Oulun Kärpät Bílí Tygři Liberec EHC Red Bull München Graz 99ers Djurgårdens IF HC Lausanne Tappara | HC Škoda Plzeň Augsburger Panther Vienna Capitals Skellefteå AIK EHC Biel Pelicans Mountfield HK HC Ambrì-Piotta | Banská Bystrica Junosť Minsk Frisk Asker Cardiff Devils Rungsted Seier Capital Brûleurs de Loups de Grenoble GKS Tychy Belfast Giants |

## Základní část
Zápasy základních skupin budou probíhat od 30. srpna 2018 do 17. října 2018.

### Skupina A

#### Tabulka
| Tým         | Z | V | Vp | Pp | P | VB | OB | +/- | B  |
| ----------- | - | - | -- | -- | - | -- | -- | --- | -- |
| EHC Biel    | 6 | 5 | 0  | 0  | 1 | 16 | 9  | 7   | 15 |
| Tappara     | 6 | 4 | 0  | 0  | 2 | 21 | 11 | 10  | 12 |
| EC KAC      | 6 | 3 | 0  | 0  | 3 | 17 | 20 | -3  | 9  |
| Frisk Asker | 6 | 0 | 0  | 0  | 6 | 7  | 22 | -15 | 0  |

#### Zápasy
| Tým         | EC KAC              | Tappara             | EHC Biel            | Frisk Asker         |
| ----------- | ------------------- | ------------------- | ------------------- | ------------------- |
| EC KAC      |                     | 3:2 (1:0, 2:2, 0:0) | 3:6 (0:2, 2:2, 1:2) | 3:0 (2:0, 0:0, 1:0) |
| Tappara     | 8:3 (2:2, 2:0, 4:1) |                     | 1:0 (0:0, 1:0, 0:0) | 7:3 (1:2, 3:0, 3:1) |
| EHC Biel    | 4:2 (1:0, 2:1, 1:1) | 1:0 (0:0, 0:0, 1:0) |                     | 2:1 (1:0, 0:1, 1:0) |
| Frisk Asker | 0:4 (0:2, 0:1, 0:1) | 1:3 (1:1, 0:0, 0:2) | 2:3 (0:0, 1:2. 1:1) |                     |

### Skupina B

#### Tabulka
| Tým                     | Z | V | Vp | Pp | P | VB | OB | +/- | B  |
| ----------------------- | - | - | -- | -- | - | -- | -- | --- | -- |
| EV Zug                  | 6 | 4 | 0  | 2  | 0 | 22 | 11 | 11  | 14 |
| HC Škoda Plzeň          | 6 | 2 | 3  | 0  | 1 | 24 | 16 | 8   | 12 |
| Hämeenlinnan Pallokerho | 6 | 1 | 1  | 2  | 2 | 13 | 16 | -3  | 7  |
| Rungsted Seier Capital  | 6 | 1 | 0  | 0  | 5 | 10 | 26 | -16 | 3  |

#### Zápasy
| Tým                     | Hämeenlinnan Pallokerho          | EV Zug                           | HC Škoda Plzeň             | Rungsted Seier Capital |
| ----------------------- | -------------------------------- | -------------------------------- | -------------------------- | ---------------------- |
| Hämeenlinnan Pallokerho |                                  | 1:3 (0:1, 1:1, 0:1)              | 1:2pr (0:1, 0:0, 1:0- 0:1) | 2:0 (1:0, 1:0, 0:0)    |
| EV Zug                  | 3:4náj (1:0, 1:1, 1:2 - 0:0,0:1) |                                  | 5:2 (0:1, 4:1, 1:0)        | 5:2 (2:0, 1:2, 2:0)    |
| HC Škoda Plzeň          | 5:4pr (0:0, 1:3, 3:1 - 1:0)      | 2:1náj (0:0, 0:1, 1:0 - 0:0,1:0) |                            | 9:3 (3:2, 3:0, 3:1)    |
| Rungsted Seier Capital  | 3:1 (1:0, 2:1, 0:0)              | 0:5 (0:5, 0:0, 0:0)              | 2:4 (1:2, 0:2. 1:0)        |                        |

### Skupina C

#### Tabulka
| Tým                | Z | V | Vp | Pp | P | VB | OB | +/- | B  |
| ------------------ | - | - | -- | -- | - | -- | -- | --- | -- |
| Luleå HF           | 6 | 3 | 2  | 1  | 0 | 26 | 15 | 11  | 15 |
| Augsburger Panther | 6 | 2 | 2  | 2  | 0 | 18 | 15 | 3   | 12 |
| Bílí Tygři Liberec | 6 | 1 | 1  | 1  | 3 | 20 | 20 | 0   | 6  |
| Belfast Giants     | 6 | 1 | 0  | 1  | 4 | 12 | 26 | -14 | 4  |

#### Zápasy
| Tým                | Luleå HF                    | Bílí Tygři Liberec               | Augsburger Panther               | Belfast Giants      |
| ------------------ | --------------------------- | -------------------------------- | -------------------------------- | ------------------- |
| Luleå HF           |                             | 4:1 (0:0, 2:0, 2:1)              | 2:3náj (1:1, 1:0, 0:1 - 0:0,0:1) | 4:0 (1:0, 2:0, 1:0) |
| Bílí Tygři Liberec | 4:5pr (2:2, 2:2, 0:0 - 0:1) |                                  | 2:3 (2:1, 0:1, 0:1)              | 6:1 (2:0, 2:1, 2:0) |
| Augsburger Panther | 4:5pr (1:1, 1:3, 2:0 - 0:1) | 2:3náj (1:0, 0:1, 0:0 - 0:0,0:1) |                                  | 3:1 (0:0, 1:0, 2:1) |
| Belfast Giants     | 3:6 (0:1, 0:2, 3:3)         | 5:4 (2:2, 2:1, 1:1)              | 2:3pr (1:1, 1:0, 0:1 - 0:1)      |                     |

### Skupina D

#### Tabulka
| Tým            | Z | V | Vp | Pp | P | VB | OB | +/- | B  |
| -------------- | - | - | -- | -- | - | -- | -- | --- | -- |
| HC Lausanne    | 6 | 2 | 2  | 2  | 0 | 20 | 17 | 3   | 12 |
| Junosť Minsk   | 6 | 2 | 1  | 1  | 2 | 15 | 17 | -2  | 9  |
| Oceláři Třinec | 6 | 2 | 1  | 0  | 3 | 17 | 14 | 3   | 8  |
| Pelicans       | 6 | 1 | 1  | 2  | 2 | 16 | 20 | -4  | 7  |

#### Zápasy
| Tým            | Oceláři Třinec      | HC Lausanne                      | Pelicans                          | Junosť Minsk        |
| -------------- | ------------------- | -------------------------------- | --------------------------------- | ------------------- |
| Oceláři Třinec |                     | 2:1pr (1:0, 0:1, 0:0 - 1:0)      | 5:3 (0:2, 1:1, 4:0)               | 7:2 (3:0, 2:2, 2:0) |
| HC Lausanne    | 5:3 (2:1, 1:1, 2:1) |                                  | 4:3náj (0:1, 1:1, 2:1 - 0:0,1:0)  | 3:2 (1:0, 2:1, 0:1) |
| Pelicans       | 1:0 (0:0, 0:0, 1:0) | 4:5náj (0:1, 3:0, 1:3 - 0:0,0:1) |                                   | 2:4 (1:1, 0:2, 1:1) |
| Junosť Minsk   | 2:0 (0:0, 1:0, 1:0) | 3:2pr (0:0, 0:0, 2:2 - 1:0)      | 2:3náj (0:1, 2:1, 0:0 - 0:0, 0:1) |                     |

### Skupina E

#### Tabulka
| Tým                           | Z | V | Vp | Pp | P | VB | OB | +/- | B  |
| ----------------------------- | - | - | -- | -- | - | -- | -- | --- | -- |
| Skellefteå AIK                | 6 | 2 | 2  | 1  | 1 | 19 | 14 | 5   | 11 |
| SC Bern                       | 6 | 2 | 1  | 3  | 0 | 17 | 14 | 3   | 11 |
| Oulun Kärpät                  | 6 | 2 | 2  | 1  | 1 | 18 | 13 | 5   | 11 |
| Brûleurs de Loups de Grenoble | 6 | 1 | 0  | 0  | 5 | 8  | 21 | -13 | 3  |

#### Zápasy
| Tým                           | SC Bern                          | Oulun Kärpät                     | Skellefteå AIK                    | Brûleurs de Loups de Grenoble |
| ----------------------------- | -------------------------------- | -------------------------------- | --------------------------------- | ----------------------------- |
| SC Bern                       |                                  | 1:2náj (1:0, 0:1, 0:0 - 0:0,0:1) | 4:5náj (1:1, 2:3, 1:0 - 0:0, 0:1) | 4:1 (1:0, 1:0, 2:1)           |
| Oulun Kärpät                  | 2:3pr (2:0, 0:1, 0:1 - 0:1)      |                                  | 5:4náj (2:1, 1:2, 1:1 - 0:0,1:0)  | 3:1 (2:0, 0:0, 1:1)           |
| Skellefteå AIK                | 3:2náj (0:0, 0:0, 2:2 - 0:0,1:0) | 2:0 (1:0, 0:0, 1:0)              |                                   | 1:2 (0:1, 0:0, 1:1)           |
| Brûleurs de Loups de Grenoble | 1:3 (1:1, 0:1, 0:1)              | 2:6 (1:1, 0:3, 1:2)              | 1:4 (0:1, 1:1, 0:2)               |                               |

### Skupina F

#### Tabulka
| Tým             | Z | V | Vp | Pp | P | VB | OB | +/- | B  |
| --------------- | - | - | -- | -- | - | -- | -- | --- | -- |
| Adler Mannheim  | 6 | 4 | 1  | 0  | 1 | 22 | 10 | 12  | 14 |
| Djurgårdens IF  | 6 | 4 | 0  | 0  | 2 | 20 | 14 | 6   | 12 |
| Vienna Capitals | 6 | 2 | 0  | 0  | 4 | 15 | 21 | -6  | 6  |
| GKS Tychy       | 6 | 1 | 0  | 1  | 4 | 10 | 23 | -13 | 4  |

#### Zápasy
| Tým             | Adler Mannheim              | Djurgårdens IF      | Vienna Capitals     | GKS Tychy           |
| --------------- | --------------------------- | ------------------- | ------------------- | ------------------- |
| Adler Mannheim  |                             | 2:1 (2:0, 0:1, 0:0) | 4:0 (1:0, 1:0, 2:0) | 5:0 (4:0, 0:0, 1:0) |
| Djurgårdens IF  | 6:3 (3:0, 1:3, 2:0)         |                     | 3:6 (1:1, 1:2, 1:3) | 2:0 (0:0, 1:0, 1:0) |
| Vienna Capitals | 1:6 (0:3, 0:2, 1:1)         | 1:2 (1:0, 0:1, 0:1) |                     | 5:2 (2:1, 1:1, 2:0) |
| GKS Tychy       | 2:3pr (1:0, 1:2, 0:0 - 0:1) | 2:6 (1:2, 0:0, 1:4) | 4:2 (0:1, 3:1, 1:0) |                     |

### Skupina G

#### Tabulka
| Tým                  | Z | V | Vp | Pp | P | VB | OB | +/- | B  |
| -------------------- | - | - | -- | -- | - | -- | -- | --- | -- |
| EHC Red Bull München | 6 | 3 | 1  | 1  | 1 | 14 | 9  | 5   | 12 |
| Färjestad BK         | 6 | 3 | 1  | 0  | 2 | 17 | 10 | 7   | 11 |
| HC Ambrì-Piotta      | 6 | 2 | 0  | 1  | 2 | 13 | 12 | 1   | 10 |
| Banská Bystrica      | 6 | 0 | 1  | 1  | 4 | 10 | 23 | -13 | 3  |

#### Zápasy
| Tým                  | Färjestad BK                | EHC Red Bull München             | HC Ambrì-Piotta     | Banská Bystrica     |
| -------------------- | --------------------------- | -------------------------------- | ------------------- | ------------------- |
| Färjestad BK         |                             | 3:1 (0:1, 2:0, 1:0)              | 2:1 (1:1, 0:0, 1:0) | 6:1 (3:0,1:1,2:0)   |
| EHC Red Bull München | 2:1 (1:0, 0:0, 1:1)         |                                  | 3:0 (1:1, 1:1, 1:1) | 3:0 (0:0, 1:0, 2:0) |
| HC Ambrì-Piotta      | 2:1 (0:0, 1:0, 1:1)         | 2:3náj (0:1, 0:1, 1:1 - 0:0,0:1) |                     | 4:3 (1:0, 1:2, 2:1) |
| Banská Bystrica      | 3:4pr (1:0, 0:1, 2:2 - 0:1) | 3:2náj (2:2, 0:0, 0:0 - 0:0,1:0) | 0:4 (0:2, 0:2, 0:0) |                     |

### Skupina H

#### Tabulka
| Tým              | Z | V | Vp | Pp | P | VB | OB | +/- | B  |
| ---------------- | - | - | -- | -- | - | -- | -- | --- | -- |
| Frölunda Indians | 6 | 4 | 0  | 1  | 1 | 34 | 17 | 17  | 13 |
| Mountfield HK    | 6 | 4 | 0  | 0  | 2 | 22 | 13 | 9   | 12 |
| Cardiff Devils   | 6 | 2 | 1  | 1  | 2 | 18 | 30 | -12 | 8  |
| Graz 99ers       | 6 | 0 | 1  | 1  | 4 | 14 | 28 | -14 | 3  |

#### Zápasy
| Tým              | Frölunda Indians    | Graz 99ers                       | Mountfield HK       | Cardiff Devils      |
| ---------------- | ------------------- | -------------------------------- | ------------------- | ------------------- |
| Frölunda Indians |                     | 5:6náj (2:2, 1:2, 2:1 - 0:0,0:1) | 2:3 (0:0, 1:2, 1:1) | 9:2 (1:0, 3:1, 5:1) |
| Graz 99ers       | 1:5 (1:1, 0:2, 0:2) |                                  | 1:2 (0:2, 0:0, 1:0) | 2:5 (0:1, 1:2, 1:2) |
| Mountfield HK    | 3:4 (2:3, 0:0, 1:1) | 7:1 (1:0, 1:0, 5:0)              |                     | 5:2 (2:0, 0:0, 3:2) |
| Cardiff Devils   | 2:9 (0:1, 2:3, 0:5) | 4:3náj (0:1, 3:1, 0:1 - 0:0,1:0) | 3:2 (0:1, 2:0, 1:1) |                     |

## Play-off
Play-off bylo rozlosováno ????? Týmy byly losovány do dvojic ze dvou košů. V prvním koši byly vítězové skupin, ve druhém koši týmy z druhých míst. První zápasy osmifinále proběhly ?????
| Skupina | Vítězové             | Druhá místa        |
| ------- | -------------------- | ------------------ |
| A       | EHC Biel             | Tappara            |
| B       | EV Zug               | HC Škoda Plzeň     |
| C       | Luleå HF             | Augsburger Panther |
| D       | HC Lausanne          | Junosť Minsk       |
| E       | Skellefteå AIK       | SC Bern            |
| F       | Adler Mannheim       | Djurgårdens IF     |
| G       | EHC Red Bull München | Färjestad BK       |
| H       | Frölunda Indians     | Mountfield HK      |

### Pavouk
|  | Osmifinále           | Osmifinále           | Osmifinále | Osmifinále |   |                | Čtvrtfinále | Čtvrtfinále | Čtvrtfinále | Čtvrtfinále |  |                  | Semifinále | Semifinále | Semifinále | Semifinále |               |   | Finále | Finále |
|  |                      |                      |            |            |   |                |             |             |             |             |  |                  |            |            |            |            |               |   |        |        |
|  | Skellefteå AIK       | 3                    | 1          | 4          |   |                |             |             |             |             |  |                  |            |            |            |            |               |   |        |        |
|  | Djurgårdens IF       | 3                    | 4          | 7          |   |                |             |             |             |             |  |                  |            |            |            |            |               |   |        |        |
|  | Djurgårdens IF       | 3                    | 4          | 7          |   | Djurgårdens IF | 5           | 3           | 8           |             |  |                  |            |            |            |            |               |   |        |        |
|  |                      |                      |            |            |   | Djurgårdens IF | 5           | 3           | 8           |             |  |                  |            |            |            |            |               |   |        |        |
|  |                      | EHC Red Bull München | 1          | 0          | 1 |                |             |             |             |             |  |                  |            |            |            |            |               |   |        |        |
|  | EHC Red Bull München | EHC Red Bull München | 1          | 0          | 1 | 3              | 6           | 9           |             |             |  |                  |            |            |            |            |               |   |        |        |
|  | EHC Red Bull München |                      |            |            |   | 3              | 6           | 9           |             |             |  |                  |            |            |            |            |               |   |        |        |
|  | Junosť Minsk         | 2                    | 0          | 2          |   |                |             |             |             |             |  |                  |            |            |            |            |               |   |        |        |
|  | Junosť Minsk         | 2                    | 0          | 2          |   |                |             |             |             |             |  | Djurgårdens IF   | 1          | 0          | 1          |            |               |   |        |        |
|  |                      |                      |            |            |   |                |             |             |             |             |  | Djurgårdens IF   | 1          | 0          | 1          |            |               |   |        |        |
|  |                      | Mountfield HK        | 3          | 3          | 6 |                |             |             |             |             |  |                  |            |            |            |            |               |   |        |        |
|  | EV Zug               | Mountfield HK        | 3          | 3          | 6 | 3              | 3           | 6           |             |             |  |                  |            |            |            |            |               |   |        |        |
|  | EV Zug               |                      |            |            |   | 3              | 3           | 6           |             |             |  |                  |            |            |            |            |               |   |        |        |
|  | Tappara Tampere      | 3                    | 1          | 4          |   |                |             |             |             |             |  |                  |            |            |            |            |               |   |        |        |
|  | Tappara Tampere      | 3                    | 1          | 4          |   | EV Zug         | 1           | 0           | 1           |             |  |                  |            |            |            |            |               |   |        |        |
|  |                      |                      |            |            |   | EV Zug         | 1           | 0           | 1           |             |  |                  |            |            |            |            |               |   |        |        |
|  |                      | Mountfield HK        | 1          | 4          | 5 |                |             |             |             |             |  |                  |            |            |            |            |               |   |        |        |
|  | Adler Mannheim       | Mountfield HK        | 1          | 4          | 5 | 0              | 1           | 1           |             |             |  |                  |            |            |            |            |               |   |        |        |
|  | Adler Mannheim       |                      |            |            |   | 0              | 1           | 1           |             |             |  |                  |            |            |            |            |               |   |        |        |
|  | Mountfield HK        | 1                    | 1          | 2          |   |                |             |             |             |             |  |                  |            |            |            |            |               |   |        |        |
|  | Mountfield HK        | 1                    | 1          | 2          |   |                |             |             |             |             |  |                  |            |            |            |            | Mountfield HK | 1 |        |        |
|  |                      |                      |            |            |   |                |             |             |             |             |  |                  |            |            |            |            |               | 1 |        |        |
|  |                      | Frölunda Indians     | 3          |            |   |                |             |             |             |             |  |                  |            |            |            |            |               |   |        |        |
|  | EHC Biel             | Frölunda Indians     | 3          | 2          | 2 | 4              |             |             |             |             |  |                  |            |            |            |            |               |   |        |        |
|  | EHC Biel             |                      |            | 2          | 2 | 4              |             |             |             |             |  |                  |            |            |            |            |               |   |        |        |
|  | Augsburger Panther   | 2                    | 1          | 3          |   |                |             |             |             |             |  |                  |            |            |            |            |               |   |        |        |
|  | Augsburger Panther   | 2                    | 1          | 3          |   | EHC Biel       | 3           | 3           | 6           |             |  |                  |            |            |            |            |               |   |        |        |
|  |                      |                      |            |            |   | EHC Biel       | 3           | 3           | 6           |             |  |                  |            |            |            |            |               |   |        |        |
|  |                      | Frölunda Indians     | 2          | 5          | 7 |                |             |             |             |             |  |                  |            |            |            |            |               |   |        |        |
|  | Frölunda Indians     | Frölunda Indians     | 2          | 5          | 7 | 3              | 8           | 11          |             |             |  |                  |            |            |            |            |               |   |        |        |
|  | Frölunda Indians     |                      |            |            |   | 3              | 8           | 11          |             |             |  |                  |            |            |            |            |               |   |        |        |
|  | Färjestad BK         | 6                    | 2          | 6          |   |                |             |             |             |             |  |                  |            |            |            |            |               |   |        |        |
|  | Färjestad BK         | 6                    | 2          | 6          |   |                |             |             |             |             |  | Frölunda Indians | 2          | 3          | 5          |            |               |   |        |        |
|  |                      |                      |            |            |   |                |             |             |             |             |  | Frölunda Indians | 2          | 3          | 5          |            |               |   |        |        |
|  |                      | Luleå HF             | 3          | 1          | 4 |                |             |             |             |             |  |                  |            |            |            |            |               |   |        |        |
|  | Luleå HF             | Luleå HF             | 3          | 1          | 4 | 3              | 4           | 7           |             |             |  |                  |            |            |            |            |               |   |        |        |
|  | Luleå HF             |                      |            |            |   | 3              | 4           | 7           |             |             |  |                  |            |            |            |            |               |   |        |        |
|  | SC Bern              | 0                    | 2          | 2          |   |                |             |             |             |             |  |                  |            |            |            |            |               |   |        |        |
|  | SC Bern              | 0                    | 2          | 2          |   | Luleå HF       | 2           | 5           | 7v          |             |  |                  |            |            |            |            |               |   |        |        |
|  |                      |                      |            |            |   | Luleå HF       | 2           | 5           | 7v          |             |  |                  |            |            |            |            |               |   |        |        |
|  |                      | HC Lausanne          | 1          | 2          | 3 |                |             |             |             |             |  |                  |            |            |            |            |               |   |        |        |
|  | HC Lausanne          | HC Lausanne          | 1          | 2          | 3 | 2              | 4           | 6           |             |             |  |                  |            |            |            |            |               |   |        |        |
|  | HC Lausanne          |                      |            |            |   | 2              | 4           | 6           |             |             |  |                  |            |            |            |            |               |   |        |        |
|  | HC Škoda Plzeň       | 1                    | 4          | 5          |   |                |             |             |             |             |  |                  |            |            |            |            |               |   |        |        |

### Hrací dny jednotlivých kol
|             | První zápas            | Odveta                 |
| ----------- | ---------------------- | ---------------------- |
| Osmifinále  | 12./13. listopadu 2019 | 19./20. listopadu 2019 |
| Čtvrtfinále | 2./4. prosince 2019    | 10. prosince 2019      |
| Semifinále  | 7./8. ledna 2020       | 14./15. ledna 2020     |
| Finále      | 4. února 2020          | 4. února 2020          |

### Osmifinále
| Nasazený             | Skóre | Nenasazený         | 1. zápas            | 2. zápas                     |
| -------------------- | ----- | ------------------ | ------------------- | ---------------------------- |
| Skellefteå AIK       | 4:7   | Djurgårdens IF     | 3:3 (1:2, 1:1, 1:0) | 1:4 (0:1, 0:1, 1:2)          |
| EHC Red Bull München | 9:2   | Junosť Minsk       | 3:2 (0:2, 1:0, 2:0) | 6:0 (0:0, 1:0, 5:0)          |
| EV Zug               | 6:4   | Tappara Tampere    | 3:3 (2:0, 0:3, 1:0) | 3:1 (1:0, 2:0, 0:1)          |
| Adler Mannheim       | 1:2   | Mountfield HK      | 0:1 (0:0, 0:0, 0:1) | 1:1 (0:0, 1:1, 0:0)          |
| EHC Biel             | 4:3   | Augsburger Panther | 2:2 (0:1, 0:1, 2:0) | 1:1 (0:0, 1:1, 0:0) - pr 1:0 |
| Frölunda HC          | 11:8  | Färjestad BK       | 3:6 (0:3, 1:2, 2:1) | 8:2 (2:1, 2:1, 4:0)          |
| Luleå HF             | 7:2   | SC Bern            | 3:0 (0:0, 3:0, 0:0) | 4:2 (2:1, 1:0, 1:0)          |
| HC Lausanne          | 6:5   | HC Škoda Plzeň     | 2:1 (0:0, 1:1. 1:0) | 3:4 (3:2, 0:0, 0:2) - pr 1:0 |

### Čtvrtfinále
| Nasazený             | Skóre | Nenasazený     | 1. zápas            | 2. zápas                     |
| -------------------- | ----- | -------------- | ------------------- | ---------------------------- |
| EHC Red Bull München | 1:8   | Djurgårdens IF | 1:5 (1:2, 0:2, 0:1) | 0:3 (0:0, 0:1, 0:2)          |
| EV Zug               | 1:5   | Mountfield HK  | 1:1 (1:0, 0:0, 0:1) | 0:4 (0:0, 0:3, 0:1)          |
| EHC Biel             | 6:7   | Frölunda HC    | 3:2 (0:0, 2:0, 1:2) | 3:4 (0:2, 1:0, 2:2) - pr 0:1 |
| Luleå HF             | 7:3   | HC Lausanne    | 2:1 (0:0, 1:1, 1:0) | 5:2 (2:1, 0:0, 3:1)          |

### Semifinále
| Nasazený       | Skóre | Nenasazený    | 1. zápas            | 2. zápas            |
| -------------- | ----- | ------------- | ------------------- | ------------------- |
| Djurgårdens IF | 1:6   | Mountfield HK | 1:3 (1:1, 0:1, 0:1) | 0:3 (0:0, 0:1, 0:2) |
| Luleå HF       | 4:5   | Frölunda HC   | 3:2 (2:0, 0:2, 1:0) | 1:3 (1:0, 0:1, 0:2) |

### Finále
| Nasazený      | Skóre | Nenasazený  | Třetiny         |
| ------------- | ----- | ----------- | --------------- |
| Mountfield HK | 1:3   | Frölunda HC | (1:3, 0:0, 0:0) |

## Vítěz
| Hokejová liga mistrů 2019/20 Frölunda HC 4. titul |